# Quercus albocincta
Quercus albocincta — вид рослин з родини букових (Fagaceae), поширений у північно-західній Мексиці.

## Опис
Дерево листопадне, виростає від 2 до 15 метрів заввишки. Стовбур діаметром від 20 до 50 см. Кора каштаново-коричнева. Гілочки ± голі, рожевувато-коричневі, з численними сочевицями. Листки жорсткі, більш-менш широко яйцюваті, 7–16 × 4–8 см; верхівка послаблена; основа різноманітна; край потовщений, загнутий, з 3–6 парами щетинистих зубів; молоде листя запушене з обох боків; зріле блискуче, незабаром голе зверху, з короткими волосками вздовж середньої жилки; нижня сторона майже гола, з деякими пучками біля пазух; ніжка листка ± гола, завдовжки 2–6 см. Чоловічі сережки завдовжки 10–15 см; жіночі — завдовжки 0.5–2.5 см, 1–5-квіткові. Жолуді яйцюваті, поодинокі або згруповані, мають діаметр від 5 до 1 см і довжину від 6 до 2 см, дозрівають на другий рік; чашечка охоплює майже 1/2 горіха. Цвіте цей вид з лютого по травень, а жолуді дає з червня по жовтень. Хоча жолуді їстівні, вони не є звичайною частиною раціону людей.

## Середовище проживання
Вид поширений у Мексиці (Сонора, Дуранго, Чихуахуа, Сіналоа).
Населяє дуже обривисті, круті схили. Дерево зазвичай росте в бідних поживними речовинами ґрунтах. Росте на висотах від 800 до 1800 метрів.

## Загрози
Знищення середовища існування задля розвитку людини та через хвороби становлять певну загрозу для цього виду.